# Gregorio Mercado
Gregorio Mercado fue un político peruano. 
Nació en el pueblo de Combapata, provincia de Canchis, departamento del Cusco y estudio jurisprudencia en la Universidad de San Marcos.
Fue elegido diputado por la provincia de Canchis en el congreso reunido en Arequipa en 1883 por el presidente Lizardo Montero luego de la derrota peruana en la guerra con Chile. En 1886 fue elegido diputado suplente también por la provincia de Canchis y reelecto en 1889.